# Herrschaftsgericht Kreuzwertheim
Das Herrschaftsgericht Kreuzwertheim war ein Herrschaftsgericht der Familien Löwenstein-Wertheim-Freudenberg und Löwenstein-Wertheim-Rosenberg. Es bestand von 1814 bis 1848. Es befand sich im Untermainkreis des Königreichs Bayern.

## Geschichte
Im Reichsdeputationshauptschluss 1803 wurden dem Haus Löwenstein-Wertheim für ihre verlorenen linksrheinischen Gebiete Entschädigungslande vornehmlich am Untermain zugesprochen, die Grafen von Löwenstein-Wertheim-Virneburg (bald darauf gefürstet als Freudenberger Linie) erhielten das im Zuge der Säkularisation aufgelöste Kloster Triefenstein, der Fürst zu Löwenstein-Wertheim-Rochefort erhielt das Kloster Bronnbach. Dadurch gelang es ihnen, ihr Staatsgebiet zu verdichten. Doch Zeit zur inneren und äußeren Konsolidierung gab es nicht. 1806 wurde das Haus von den Rheinbundfürsten mediatisiert. 
Am 1. Oktober 1814 wurde das Herrschaftsgericht Kreuzwertheim von den bayerischen Behörden genehmigt und aus den Amtsorten Altfeld, Glasofen, Hasloch, Hasselberg, Kredenbach, Kreuzwertheim, Michelrieth und Oberwittbach gebildet. Im Jahre 1821 wurden die Gemeinden Rettersheim, Schollbrunn, Trennfeld, Unterwittbach und Wiebelbach aus dem aufgelösten Herrschaftsgericht Triefenstein angeschlossen. Zentrale Behörde war das Regierungs- und Justizkanzlei Kreuzwertheim, dem auch die Herrschaftsgerichte Kleinheubach und Rothenfels zugeordnet waren.
Am 1. Oktober 1848 wurde während der Revolution 1848 das Herrschaftsgericht aufgelöst und durch die königliche Gerichts- und Polizeibehörde Kreuzwertheim ersetzt.